# Nielestno
Nielestno (niem. Waltersdorf) – wieś w Polsce położona w województwie dolnośląskim, w powiecie lwóweckim, w gminie Wleń, na pograniczu Pogórza Izerskiego i Gór Kaczawskich w Sudetach.

## Podział administracyjny
W latach 1975–1998 miejscowość administracyjnie należała do województwa jeleniogórskiego.

## Nazwa
W dokumencie z 1217 roku wydanym przez biskupa wrocławskiego Lorenza miejscowość wymieniona jest w zlatynizowanej, staropolskiej formie „Neleztno”.

## Zabytki
Do wojewódzkiego rejestru zabytków wpisane są:
- zespół pałacowy, z XVII-XIX w.
  - pałac
  - park